# 良き臨床上の基準
医薬品の臨床試験の実施の基準（GCP）（英: Good Clinical Practice）とは、医薬品規制調和国際会議（ICH）が定めた臨床試験を実施するための基準であり、日本では医薬品医療機器等法に基づく「医薬品の臨床試験の実施の基準に関する省令（平成9年3月27日厚生省令第28号）」のことである。

## 概要
GCPは、「医薬品規制調和国際会議 （ICH）のGCPガイドライン」に従ったものである。GCPは臨床研究の倫理的側面に関する厳密なガイドラインを規定するものである。臨床プロトコールや記録の保存、トレーニング、そしてコンピューターやソフトウェアを含む施設設備に関する包括的な文書化の観点から高い基準が要求される。品質保証と検査により、これらの国際規格に達していることを確認する。GCPは、研究が科学的なものであること、そして臨床特性が適切に文書化されていることを確認することを目的としている。
GCPガイドラインには、臨床試験における被験者およびボランティアの人権の保護についての規定も含まれている。また、新しく開発された化合物の安全性と有効性の保証も提供するものとなっている。
GCPガイドラインには、臨床試験の実施方法に関する基準、審査委員会、臨床研究責任医師、臨床試験スポンサー、およびモニターの役割と責任の定義が含まれており、製薬業界では、モニターはしばしば臨床研究アソシエイツ（CRA：Clinical Research Associate）と呼ばれている。

## 背景
これまでの一連の臨床試験における失敗や、有効性の欠如といったことが、米国とヨーロッパでICH（国際協議会）およびGCPガイドラインを作成した主な理由となった。これは、1937年のElixir sulfanilamideによる「The Elixir Tragedy」、または1960年代の薬害サリドマイド禍事件といった具合である。これらの悲劇が最終的に規制やガイドライン作成につながったものである。そしてそれは臨床研究に関わるすべての人々が活用できる実践規範（code of practice）に発展した。この実践規範（code of practice）を作るための努力が、優れた臨床実践の調和に関する国際会議として知られているものである。
医薬品規制の最初の指標となったものは、1906年に米国で制定された食品医薬品法である。非常に危険で致命的な薬さえも他の医薬品と同じように合法的に販売されうる状態であったことが問題となったためである。例えば、「おばあちゃんの秘密」と「コップの赤ちゃんの友達」であり、それらは大量のモルヒネを含んでいました。「Dr King's Consumption Cure」と「Dr Bull's Cough Syrup」は、大量のモルヒネとクロロホルムを含んだ薬であった。

## ICH-GCPの概要
- 用語集
- ICH-GCPの原則
- 以下のガイドライン
  - 機関審査委員会（IRB）/独立倫理委員会（IEC）
  - 臨床担当責任者・治験責任医師
  - トライアルスポンサー（インダストリアル、アカデミック）
  - 臨床試験プロトコル（英語版）とその修正について
  - 治験責任医師のパンフレット（英語版）
  - 必須文書

## 法的および規制上の地位
EUとは異なり、ICH-GCPガイドラインはアメリカ食品医薬品局（FDA）によって推奨されているものの、米国にはIRBなどの監督機関、他、法制度もあり、GCP自体は法令とはなっていない。

## 日本における現状
- 治験審査委員会 - 医薬品の治験のみ。「医薬品の臨床試験の実施の基準に関する省令（GCP省令）」により設置が義務づけ。
- 治験以外の、一般の臨床試験やその他人間を対象とした研究・実験を実施する場合については法令による定めはない[2]。

これに対し、日本医師会は問題として「日本のGCP省令は、薬事法第2条第7項に定める『治験』と呼ばれる臨床研究に限って、規制対象としている点である」とし、「わが国では薬事法の対象となる臨床試験/研究を、わが国独自の概念である『治験』に限定し、それ以外の臨床研究は法律上無関係ということにしてしまったのである。そのため、折角薬事法の改正までしてGCP基準を導入しながら、欧米先進諸国とは異なり、いわゆる『治験』以外の臨床研究をGCPの対象外とすることによって、わが国の臨床研究の規制に、大きな抜け穴を残すことになった。横浜合意から約7年経過した平成15年（2003年）7月、厚生労働省は治験以外の臨床研究を対象とする『臨床研究に関する倫理指針』なるものを、法律上の根拠無しに制定・公布したが、ICH-GCP基準とは似て非なるもので、2008年の登録制度の導入など、その後の改訂内容を考慮しても、ICH-GCPが示した人間を対象とする臨床研究(試験)の際のデータの信頼性と被験者の人権保障を確保するための国際的な公的基準からはほど遠く、悪しき意味でのダブル・スタンダードを国自体が容認しているといわざるを得ない。近年、薬事法対象外の臨床研究を巡りデータ改ざん問題が頻発しているが、ICH-GCPというデータの信頼性確保と患者・被験者の人権擁護のための国際的基準の採用に合意しながら、新薬の治験以外の臨床研究を対象外として自ら規制しないばかりか、依然としてダブル・スタンダードを容認し続ける当局者の無責任な対応が、温床になっていることを改めて指摘したい」としている。

## 批判
GCPはヘルシンキ宣言よりも「より道徳的に権威のない文書」と呼ばれており、以下の分野における道徳的原則と指針を欠いている 。
- 利益相反の開示
- 研究デザインの公開
- 研究対象の集団のための利益
- 正確な結果の報告と否定的な発見の公表
- 研究実施後の治療
- 効果的な代替治療法が利用可能な対照群におけるプラセボの使用制限

『Bad Pharma』の中で、ベン・ゴールドエイカーはこれらの批判に言及し、GCPのルールは「それほどひどいわけではありません... より手続きに焦点を絞ったものではあり、ヘルシンキ宣言の方は道徳的原則を明確に述べたものとはなっている」と述べている。